# 클라우드템플러
클라우드템플러(본명: 이현우, 1988년 11월 9일 ~ )는 대한민국의 전직 리그 오브 레전드 프로게이머이다. 현재는 게임 해설자로 활동하고 있다. 선수 시절 포지션은 정글라이너이며 아이디는 CloudTemplar를 주로 사용하였다. 한 때는 Relax라는 아이디도 사용하였다. 현재 리그 오브 레전드 챔피언스 코리아 해설위원을 맡고 있다. 클라우드템플러를 줄여서 클템이라는 이름으로도 불린다.

## 선수 시절
클템은 2011년 10월, 아주부 프로스트에 입단하면서 프로 커리어를 시작했다. 아주부의 주전 정글러로 활동하면서 LoL 인비테이셔널이나 LoL 서울 신림동 토너먼트 대회에서 팀의 우승에 기여했다. 2012시즌 스프링 리그 준우승과 서머 시즌 우승에 공헌했다. 2012 롤드컵에 참가했으며 팀의 대회 준우승에 기여했다.
2013년 10월 14일, 현역에서 은퇴했다.

## 해설 경력
리그 오브 레전드 2013-2014부터 LCK의 정식 해설위원으로 합류했다. 2018년 아시안 게임에서는 KBS의 해설위원으로 합류했다.

## 수상 경력
- e-스포츠 명예의 전당 히어로즈
- 2013 대한민국 e스포츠대상 방송 부문 인기상
- IEM 시즌 7 월드 챔피언십 준우승
- 올림푸스 리그 오브 레전드 챔피언스 윈터 2012-2013 준우승
- 2012 대한민국 e스포츠대상 리그 오브 레전드 정글부문 최우수선수상
- 리그 오브 레전드 월드 챔피언십 시즌 2 준우승
- 아주부 리그 오브 레전드 더 챔피언스 서머 2012 우승
- 아주부 리그 오브 레전드 더 챔피언스 스프링 2012 준우승
- 인벤 네임드 챔피언십 준우승
- 온게임넷 리그 오브 레전드 인비테이셔널 우승
- 리그디스 네임드 초청 토너먼트 준우승
- 리그 오브 레전드 신림동 PC방 대항전 우승
- 인벤 올스타 토너먼트 2011 준우승

## 방송
- 2020년 KBS2 더 드리머